# Leigh Hoffman
Leigh Hoffman (Whyalla, 11 de junio de 2000) es un deportista australiano que compite en ciclismo en la modalidad de pista.
Participó en los Juegos Olímpicos de París 2024, obteniendo una medalla de bronce en la prueba de velocidad por equipos (junto con Matthew Richardson y Matthew Glaetzer).
Ganó tres medallas en el Campeonato Mundial de Ciclismo en Pista entre los años 2022 y 2024, en la prueba de velocidad por equipos.

## Medallero internacional
| Juegos Olímpicos   | Juegos Olímpicos        | Juegos Olímpicos  | Juegos Olímpicos      |
| Año                | Lugar                   | Medalla           | Competición           |
| ------------------ | ----------------------- | ----------------- | --------------------- |
| 2024               | París (Francia)         | Medalla de bronce | Velocidad por equipos |
| Campeonato Mundial |                         |                   |                       |
| Año                | Lugar                   | Medalla           | Competición           |
| 2022               | Saint-Quentin (Francia) | Medalla de oro    | Velocidad por equipos |
| 2023               | Glasgow (Reino Unido)   | Medalla de plata  | Velocidad por equipos |
| 2024               | Ballerup (Dinamarca)    | Medalla de plata  | Velocidad por equipos |